# David Tennant Cowan
David Tennant Cowan (9 octobre 1896 - 15 avril 1983), également connu sous le nom de « Punch » Cowan, est un major général de l'armée britannique et de l'armée indienne britannique pendant la Première et la Seconde Guerre mondiale. Il s'est distingué pour avoir dirigé la 17e division d'infanterie indienne pendant presque toute la campagne de Birmanie.

## Début de carrière
Cowan a fait ses études à la Reading School et à l'Université de Glasgow. Il a été nommé dans les Highlanders Argyll et Sutherland en 1915. Décoré de la Croix militaire et de la Citation militaire britannique, il fut attaché à l'armée indienne en 1917, sa nomination étant confirmée en mars 1918 alors qu'il servait avec le 4e bataillon du 3e régiment de fusiliers gorkhas. Il a ensuite rejoint le 6e régiment de fusiliers gorkhas .Durant l'entre-deux-guerres, il servit à la frontière du Nord-Ouest (où il fut de nouveau distingué d'une Citation militaire au Waziristan) et à divers postes d'état-major. De 1932 à 1934, il fut instructeur en chef à l'Académie militaire indienne et en 1937, il fut à nouveau mentionné dans des dépêches lors d'un nouveau déploiement au Waziristan. Au début de la Seconde Guerre mondiale, il commandait le 1er bataillon du 6e régiment de fusiliers gorkhas.

## Seconde Guerre mondiale
Il fut nommé officier d'état-major général, 1er grade en Inde britannique du 18 septembre 1940 au 17 février 1941.
Nommé brigadier intérimaire, il fut directeur de la formation militaire en Inde du 18 février 1941 au 30 septembre 1941, directeur adjoint de la formation militaire en Inde du 1er octobre 1941 au 14 décembre 1941, puis directeur de la formation militaire en Inde du 15 décembre 1941 au 1er mars 1942. Lorsque les Japonais envahirent la Birmanie, il fut affecté à Rangoun, initialement en tant qu'officier d'état-major au QG de l'armée birmane avec des tâches plutôt mal définies, mais fut nommé major-général par intérim et commandant de la 17e division d'infanterie indienne affaiblie lorsque son ancien commandant, Jackie Smyth, fut relevé après la bataille du pont de la Sittang.
Il resta aux commandes de la division pour le reste de la campagne de Birmanie : lors de la retraite en Inde, des combats autour de Tedim en 1943, de la bataille d'Imphal en 1944 et de la campagne de Birmanie centrale en 1945. Au début de 1945, son fils fut tué alors qu'il servait comme officier dans l'ancienne unité de Cowan (6e régiment de fusiliers gorkhas). Il a combattu pendant la bataille décisive de Meiktila après avoir appris cette triste nouvelle, bien que seuls quelques amis proches en aient eu connaissance. Pour son leadership en Birmanie, il reçut deux fois l'Ordre du service distingué.
Il fut promu au grade de major général le 12 février 1945. Une belle image de la vie du soldat, combattant dans sa division, se trouve dans les mémoires de George MacDonald Fraser « Quartered Safe Out Here » (Londres, Harvill 1993).
Il était destiné à diriger le contingent de l'armée indienne du Commonwealth Corps (en), provisoirement formé pour participer à l'invasion prévue du Japon. La reddition du Japon changea ces plans, décidant plutôt de diriger la division britannique BRINDIV, qui fit partie de la Force d'occupation du Commonwealth britannique au Japon. En 1947, il passa le commandement de cette force et se retira de l'armée.